# Police auxiliaire ukrainienne
La police auxiliaire ukrainienne ou Ukrainische Hilfspolizei (ukrainien : Українська допоміжна поліція, Ukrains'ka dopomizhna politsiia) était une unité de police paramilitaire mise en place par l’Allemagne nazie dans le Reichskommissariat Ukraine, pendant l’occupation de l’Ukraine soviétique lors de la Seconde Guerre mondiale.
La police auxiliaire ukrainienne a été créée par Heinrich Himmler à la mi-août 1941 en tant qu'unité de police militaire de la police de l'ordre nazi (Orpo) sur le territoire du gouvernement général de Pologne ; le Reichskommissariat Ukraine étant formé officiellement que le 20 août 1941. La force armée était composée en grande partie d'anciens membres de la milice populaire ukrainienne créée par l'OUN en juin. Il existait deux catégories d'organisations armées ukrainiennes sous contrôle allemand : la première comprenait des unités de police mobiles le plus souvent appelées Schutzmannschaft ou Schuma, organisées en bataillons afin de lutter contre la résistance dans la plupart des régions de l’Ukraine et pour assister les massacres de masse de Juifs lors de la Shoah ukrainienne par balles. La seconde était constituée par la police auxiliaire locale, appelée simplement police ukrainienne (UP) par l’administration allemande, que les SS avaient le mieux réussi à former dans le district de Galicie qui s’étendait au sud-est du gouvernement général. Le district de Galicie constituait une unité administrative distincte de l'actuel Reichskommissariat Ukraine. Ils n'étaient pas liés politiquement les uns aux autres.
Les formations UP apparurent également plus à l'est dans l'Ukraine soviétique occupée par l'Allemagne dans d'importantes villes et villes telles que Kiev. Les forces auxiliaires étaient subordonnées au commandant allemand de la police chargé de la protection de l'État (Schutzpolizei ou Schupo) ; les postes de police ruraux étaient subordonnés au commandant allemand de la gendarmerie de zone. Les structures Schupo et Gendarmerie étaient elles-mêmes subordonnées au commandant de zone de l'Orpo.

## Histoire

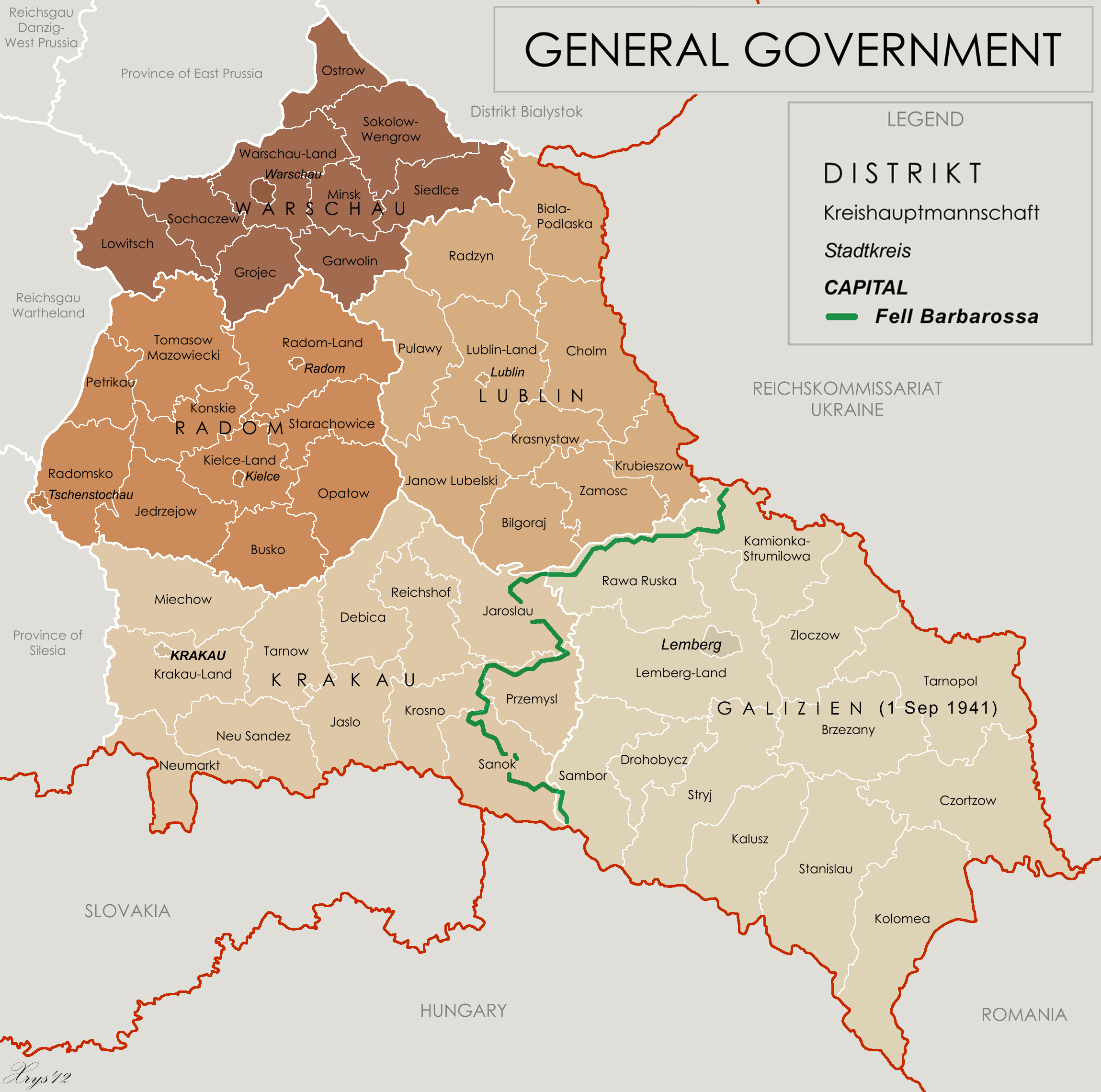
Carte du Distrikt Galizien allemand (au sud, représenté en beige) au 1 septembre 1941.

La police municipale locale (UP) de l'Ukraine soviétique occupée est créée juste après le début de l'opération Barbarossa, résultant d'un ordre émis le 27 juillet 1941 par le commandant allemand en chef de l'Orpo à Cracovie occupée. La police auxiliaire ukrainienne du nouveau district de Galicie passe alors sous le commandement du bureau allemand du gouvernement général.
Il n’existait pas de centre de commandement ukrainien. Le haut responsable de la police ukrainienne, Vladimir Pitulay, est élevé au grade de major et devient le commandant de district (Major der Polizei Ukrainische und Kommandeur) à Lemberg (aujourd'hui Lviv). Une école de police est créée à Lviv par le responsable SS du district afin de répondre aux projets de croissance. Le directeur de l'école était Ivan Kozak. Le nombre total d'hommes engagés dans le nouveau Distrikt Galizien, politiquement indépendant, s'élevait à 5 000 personnes (sur 6 000 prévues, la police étant perçue négativement en Galicie en raison des actions allemandes en Ukraine, notamment la mise en place de la Shoah), dont 120 officiers subalternes. Les unités étaient principalement utilisées pour maintenir l’ordre et exécuter des tâches de police. Leurs actions ont été limitées par d'autres groupes de police tels que le Sonderdienst, composé de Volksdeutsche ; la Kripo (police criminelle) ; la Bahnschutz (police des chemins de fer et des transports); et le Werkschutz, qui maintenait l'ordre et surveillait les installations industrielles. La milice travaillait en collaboration avec la police de protection et la police de l'ordre ukrainienne.

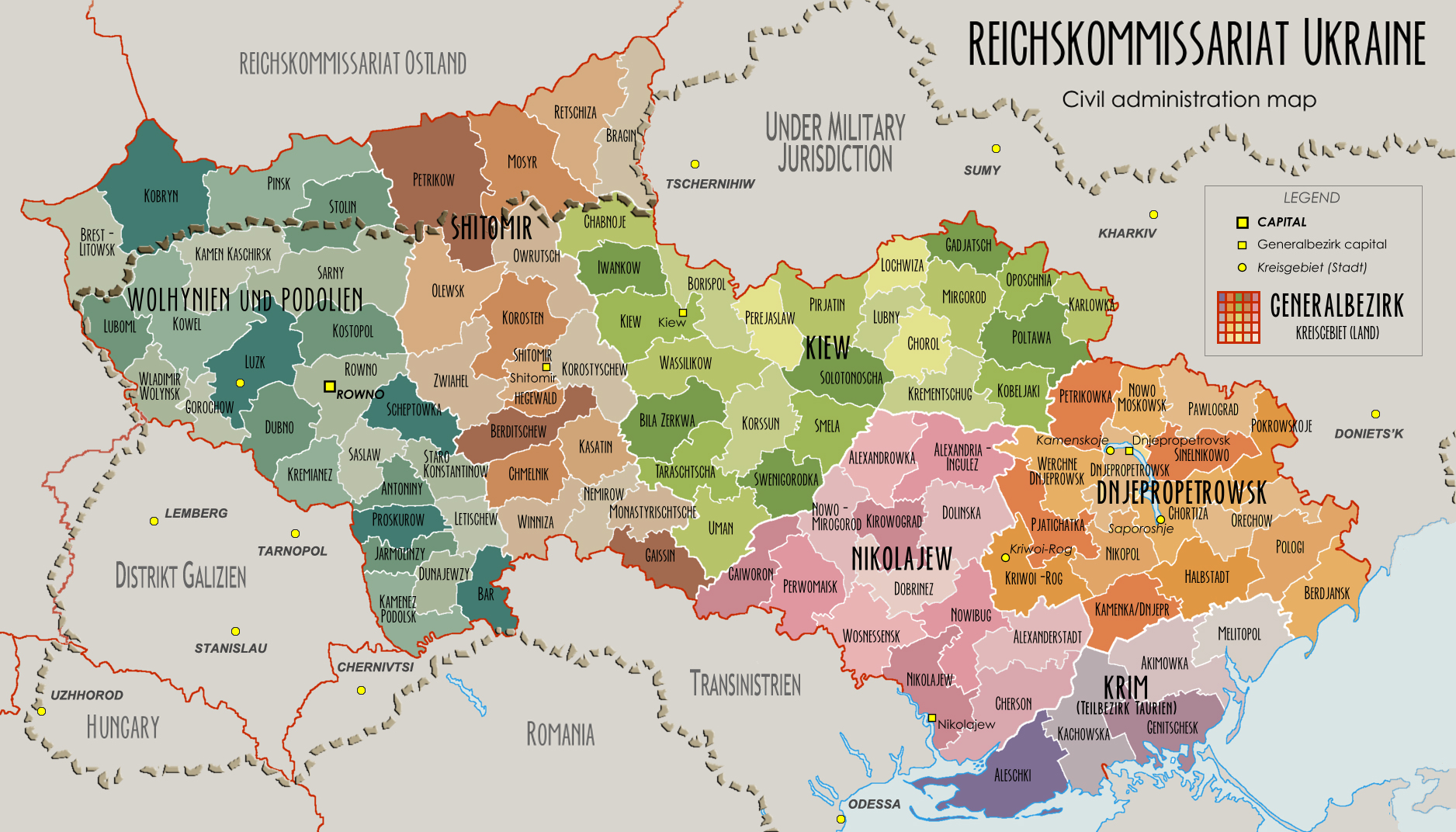
Carte du Reichskommissariat Ukraine dans lequel opérait la milice ukrainienne.

Dans le nouveau Reichskommissariat Ukraine, les forces de police auxiliaires étaient dénommées Schutzmannschaft, et comptaient plus de 35 000 hommes dans tous les territoires occupés, dont 5 000 en Galicie. Les noms des bataillons reflétaient leur juridiction géographique. La composition du corps des officiers était représentative de la politique étrangère de l'Allemagne. Au sein de la police auxiliaire, malgré le surnombre d'Ukrainiens par rapport aux Allemands, seuls les Volksdeutsche d'Ukraine étaient nommés à des postes de direction. Un grand nombre de ceux ayant rejoint les rangs de la police ont servi comme miliciens en Pologne sous domination soviétique en 1939. Selon le professeur Tadeusz Piotrowski, la majorité des Ukrainiens Hilfspolizei de Galicie provenaient de l'Organisation des nationalistes ukrainiens, ceci n'étant qu'une étape transitoire importante de la participation de l'OUN à la Shoah. Selon Andrew Gregorovich, la composition ethnique de la police auxiliaire reflétait la démographie du pays et comprenait non seulement des Ukrainiens, mais également des prisonniers de guerre soviétiques, des Polonais recrutés dans la population locale et des Volksdeutsche allemands de toutes nationalités. Cependant, les historiens Browning et Lower insistèrent tous deux sur le fait que, pour l'administration allemande, seuls les « Ukrainiens et les Allemands de souche locale étaient mis à contribution pour les assassinats »,. En outre, selon Aleksandr Prusin, la plupart des membres étaient d'origine ukrainienne, d'où le nom ou la force. La police auxiliaire était directement sous le commandement de la SS germanique, des Einsatzgruppen et de l'administration militaire.

## Participation à la Shoah
La police auxiliaire ukrainienne porte une grosse responsabilité dans la liquidation des Juifs en territoires soviétiques. Une de ces unités de police avaient notamment participé à l'extermination de 150 000 Juifs dans la seule région de Volhynia. Lors de la Shoah en Ukraine, la police auxiliaire est mise à disposition lors des opérations d'assassinats menées par les Allemands dès les premières phases de l'occupation allemande. Quelquefois, la férocité des collaborateurs locaux effraya jusqu’aux cadres des Einsatzgruppen eux-mêmes. C’est le cas, en particulier, des membres de l’Einsatzkommando 6 (de l’Einsatzgruppe C), « littéralement épouvantés par la soif de sang » que manifesta un groupe d’« Allemands ethniques » d’Ukraine.
La police auxiliaire menait elle-même l'enregistrement les Juifs, leurs rafles et parquement dans les ghettos (notamment celui de Tarnopol ou de Stanisławów), se chargeant des convois vers des sites d'exécution avant leur extermination. Environ 300 policiers auxiliaires de Kiev ont participé à l'organisation du massacre de Babi Yar, prenant également part au massacre de Dnipropetrovsk, où le commandement sur le terrain a indiqué que la coopération se déroulait « sans heurts ».
Dans bon nombre de cas, ce sont les commandants locaux qui ordonnent l'assassinat de Juifs en utilisant la force de police. Lors de l'assassinat de Juifs à Kryvy Rih, « l'ensemble de la police auxiliaire ukrainienne » a été mis à contribution.
Ils jouèrent également un rôle dans la police des camps de concentration, pour les prisonniers de guerre et les ghettos.

## Persécution des Polonais
Certains Hilfspolizei ukrainiens entretenaient une haine pathologique envers les Polonais et les Juifs — aboutissant à des actes de meurtre de masse. Trente ans après la fin de la guerre, un ancien policier ukrainien, Jan Masłowski (alias Ivan Maslij) a été reconnu à Rakłowice, près de Wrocław, par des survivants polonais des massacres commis par l'Ukrainische Hilfspolizei dans les villes de Szczepiatyn, Dyniska, Tarnoszyn, Niemstów et Korczów. Il a été condamné à mort en Pologne en 1978.
Le 13 novembre 1942, des membres de l'Ukrainische Hilfspolizei ont exécuté 32 Polonais et un Juif dans le village d'Obórki, situé dans la voïvodie de Wołyń, avant de l'incendier. Le 16 décembre 1942, les policiers ukrainiens, dirigés par les Allemands, ont tué 360 Polonais à Jezierce (ancien powiat de Rivne).
À Lviv, à la fin de février et en mars 1944, les membres de l'Ukrainian Hilfspolizei arrêtèrent un certain nombre de jeunes hommes de nationalité polonaise. Beaucoup d'entre eux ont ensuite été retrouvés morts et leurs documents d'identité volés. Face à l'échec des négociations entre délégation gouvernementale de la Pologne et l'OUN-B à l'origine de l'incident, l'unité Kedyw entama une action appelée « Nieszpory » (Vêpres) au cours duquel onze policiers auxiliaires furent abattus en représailles.

## Rôle dans la formation de l'armée insurrectionnelle ukrainienne
Pour beaucoup de ceux ayant rejoint la police, l'enrôlement a été l'occasion de recevoir une formation militaire et un accès direct aux armes. Le 20 mars 1943, les dirigeants du groupe de Bandera de l'OUN ont émis des instructions secrètes enjoignant à leurs membres qui avaient rejoint la police auxiliaire allemande de déserter avec leurs armes et de se joindre au détachement militaire des unités OUN (SD) de Volhynie. On estime à 10 000 le nombre de policiers formés et armés qui, au printemps 1943, rejoignirent les rangs de la future armée insurrectionnelle ukrainienne. Dans certains endroits, ce processus impliquait un conflit armé avec les forces allemandes alors qu'elles tentaient de prévenir la désertion.

## Bataillons
En 1942, après le remplacement de l'administration militaire par la gendarmerie régulière dans l'Est du pays occupé, les effectifs de la Schutzmannschaft avaient été multipliés par dix. Cependant, les nouvelles recrues ne faisaient généralement pas partie des bataillons : ceux-ci prirent leurs fonctions en tant que milices à la place de l'ancien Ordnungsdienst local. Les bataillons de sécurité actuels (ou Schumas, en allemand : Schutzmannschaft Bataillone) ne représentaient que le tiers de la force globale de la formation. Bien entendu, la police statique portait des uniformes noirs de souche allemande d'avant-guerre qui n'était plus utilisée et entreposée. Les uniformes noirs de l'ancienne Allgemeine SS, y compris leurs chapeaux de campagne caractéristiques, étaient simplement dépouillés des insignes allemands et donnés à Schutzmannschaft. Peu à peu, les unités mobiles reçurent des uniformes gris champ (comme le montre la photo). Chaque bataillon étaient composés d'environ 500 soldats répartis en trois compagnies de 140 à 150 hommes chacune, avec 50 membres du personnel,. Les problèmes logistiques liés à l'obtention d'un nombre suffisant d'uniformes pour tous se poursuivirent jusqu'à la fin de 1942. Les armes les plus utilisés étaient les fusils et les pistolets militaires russes capturés ; les mitrailleuses — de par leur rareté — furent peu exploitées jusqu'à la fin de la guerre.

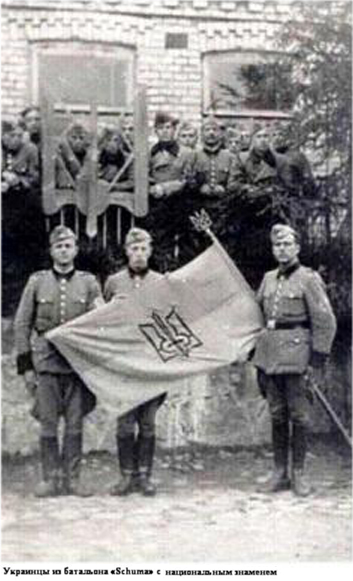
Le bataillon ukrainien Schutzmannschaft photographié en 1942.

Des numéros de blocs ont été attribués à la plupart des bataillons en fonction de leur composition ethnique et nationale afin de faciliter leur reconnaissance. Celles de la Russie méridionale et du cœur de l’Ukraine étaient numérotées de 101 à 200 ; et celles opérant en Russie centrale et en Biélorussie de 51 à 100. Le bataillon 201, formé non pas en Galicie mais à Francfort-sur-l'Oder en octobre 1941 était une exception. Il était composé de membres du bataillon Nachtigall, démantelé et formé à l'origine par l'OUN-B.
Russie centrale et Biélorussie
- Schutzmannschaft Bataillon 51 (ukrainische), dissoute en mai 1943
- Schutzmannschaft Bataillon 53 (ukrainische), formé en août 1942
- Schutzmannschaft Bataillon 54 (ukrainische), formé en septembre 1942
- Schutzmannschaft Bataillon 55 (ukrainische), formé en août 1942
- Schutzmannschaft Wacht Bataillon 57, 61, 62, 63 (ukrainische), depuis juillet 1944 en tant que brigade Schutzmannschaft-Siegling ; en août, il est intégré à la 30e division SS de grenadiers[29],[33]

Russie du Sud et Ukraine
- Schutzmannschaft Bataillons 101, 102, 103, 104 (ukrainische) formés en juillet 1942[29]
- Schutzmannschaft Bataillons 105, 106 (ukrainische) formés en novembre 1942
- Schutzmannschaft Bataillons 108, 109, 110, 111, 113, 114 (ukrainische) formés en juillet 1942
- Schutzmannschaft Bataillon 115 (ukrainische) formé en juillet 1942 et transféré immédiatement en Biélorussie
- Schutzmannschaft Bataillons 116, 117 (ukrainische) formés en juillet 1942
- Schutzmannschaft Battalion 118, formée en juillet 1942, était dirigée par d'anciens officiers soviétiques qui furent ensuite envoyés à Kiev afin de former d'autres bataillons. En décembre 1942, le bataillon est transféré à Minsk[34]
- Schutzmannschaft Bataillons 119, 120, 121 (ukrainische), formés en novembre 1942
- Bataillons Schutzmannschaft 122, 123, 124 (ukrainische), formés en juillet 1942
- Schutzmannschaft Bataillon 125 (ukrainische), formé en novembre 1942
- Schutzmannschaft Bataillons 129, 130, 131 (ukrainische), formés en juillet 1942
- Schutzmannschaft Bataillons 134, 136 (ukrainische), formés en novembre 1942
- Schutzmannschaft Bataillons 137, 138, 139, 140 (ukrainische), formés en octobre 1942
- Schutzmannschaft Bataillons 143, 144, 145, 146 (ukrainische), formés en août 1942
- Schutzmannschaft Bataillons 155, 156, 157, 158 (ukrainische), formés en novembre 1942